# Il ragazzo della via Gluck
Il ragazzo della via Gluck è una canzone di Adriano Celentano, originariamente pubblicata come singolo nel 1966 e poi inserita nella raccolta La festa (destinata esclusivamente ai lettori della rivista di fotoromanzi Bolero Film) e, nel 1968, nell'album omonimo.

## Il brano
(Luciano Beretta, Miki Del Prete e Adriano Celentano)
Si tratta di una canzone biografica: la via Cristoforo Gluck del quartiere Greco della periferia di Milano, zona che nel dopoguerra conobbe una forte urbanizzazione, è la strada dove il cantante era nato e viveva da ragazzo con la famiglia, al civico 14. Dal testo emerge il nostalgico rimpianto di un mondo perduto, quello dell'infanzia e di parte dell'adolescenza, cioè fino a quando Celentano dovette lasciare il quartiere con la famiglia per andare a vivere in centro, in casa del fratello.
Il verso "passano gli anni, ma 8 son lunghi" è un riferimento al tempo trascorso, nel 1966, dall'inizio della carriera discografica di Celentano, nel 1958.
Il brano, una sorta di ballata folk, costituisce un superamento da parte dell'artista del ruolo di "urlatore" che lo aveva definito fino a quel punto, nonché uno dei primi tentativi di confrontarsi con tematiche più impegnative, in particolare quella ambientalista, prefigurando una sostanziale rottura rispetto al passato.
Alla vigilia del Festival di Sanremo del 1966 a Celentano fu proposta la canzone Nessuno mi può giudicare, ma il cantante preferì portare invece questo brano, presentato in coppia con il Trio del Clan (Gino Santercole, Ico Cerutti e Pilade).
Sulle prime la canzone non sembrò convincere il pubblico, che ne decretò l'esclusione dal Festival dopo la prima serata.
Il successo di vendite del 45 giri fu tuttavia immediato: il disco raggiunse il secondo posto nella classifica della hit parade italiana nel 1966 e nel 1967, risultando il 10º più venduto nel 1966 e suggerendo a Celentano e al suo Clan l'idea di pubblicare un album con lo stesso titolo.
È diventata nel tempo una delle canzoni più note di Celentano ed anche una delle più rappresentative, sia per i molti riferimenti autobiografici che per l'introduzione della tematica ambientalista che il cantante riprenderà in molte sue prese di posizione e in altre canzoni (tra le altre: Mondo in mi 7a, Sognando Chernobyl, La situazione non è buona, I passi che facciamo, Svalutation, Io sono un uomo libero, Aria... non sei più tu, Un albero di trenta piani, La pubblica ottusità, C'è sempre un motivo, I want to know - parte I e II, L'ultimo degli uccelli, Uomo macchina, tutte contenute, assieme a Il ragazzo della via Gluck, in Canzoni contro, secondo disco della raccolta L'animale, pubblicata nel 2008).
Per sfruttare il successo del brano vennero creati I Ragazzi della Via Gluck, che sono stati il gruppo musicale di supporto di Adriano Celentano dal 1966 al 1978.
Il costante successo nel tempo de Il ragazzo della via Gluck, che ha coinvolto varie generazioni, è testimoniato anche dal fatto che la canzone è stata inserita in molti album antologici di Celentano, tra i quali: Me, live! (1979), Le volte che Celentano è stato 1° (2003), Unicamente Celentano (2006 e 2011 in CD-Rom), L'animale (2008), Adriano Live (2012), ...Adriano (2013) e Tutte le migliori (2017).
Ormai la canzone è diventata un simbolo rappresentativo di Milano, paragonabili alla ineguagliabile "o mia bela madunina"

## Formazione
- Adriano Celentano - voce, chitarra

I Ribelli - tutti gli strumenti:
- Gianni Dall'Aglio - batteria
- Angel Salvador - basso
- Giorgio Benacchio - chitarra
- Detto Mariano - tastiere
- Natale Massara - sassofono, fiati

## Immagine sui dischi
Sia la copertina del 45 giri che quella dell'album raffigurano Celentano a passeggio con un suo amico, entrambi di schiena.

## Altre versioni
Nel 2004 il cantante ne ha inciso una rivisitazione nell'album C'è sempre un motivo, intitolata Quel Casinha e cantata con un nuovo testo in lingua creola capoverdiana, in coppia con Cesária Évora: il risultato è un mix di stili che va dal pop al jazz passando per il rock.
L'esecuzione del pezzo in duetto con Eros Ramazzotti durante il programma televisivo Rockpolitik del 27 ottobre 2005 ha fatto segnare la punta massima di share (69,45%) nel corso delle 4 puntate della trasmissione.

## Cover
Nello stesso anno della pubblicazione Giorgio Gaber ne incise una cover, pubblicata su due 45 giri allegati alla rivista Pop, il primo a marzo, Il ragazzo di via Gluck (con sul retro Dio come ti amo cantata da Iva Zanicchi), ed il secondo a giugno, Il ragazzo della Via Gluck (con sul retro Una casa in cima al mondo cantata da Utto Hammers).
Sempre a giugno Gaber pubblicò La risposta al ragazzo della Via Gluck (con sul retro Ma voi ma voi ma voi), ironica risposta al brano di Celentano.
Nel 1966 Eddie Barclay incise la versione strumentale nell'album omonimo (Barclay - SIBS 19).
Il brano fu eseguito dal fisarmonicista Peppino Principe per l'album Per voi giovani "I più grandi successi mondiali" - Beat (Capitan, 83).
La canzone fu inoltre tradotta in diverse lingue.
In Gran Bretagna, nel 1966, la cantante statunitense Verdelle Smith cantò una versione in inglese dal titolo Tar and Cement. La canzone fu anche incisa nel 1966 da Caroline Munro e dal cantante irlandese Joe Dolan.
Sempre in inglese, ma con il titolo The story of a country boy fu cantata dai belgi The Cousins.
Nel 1967, la cantante Anna-Lena Löfgren cantò una versione in svedese dal titolo Lyckliga gatan (45 giri) (Metronome - J 45 - 760), album Anna-Lena (Metronome – MLP 15299)  ed una in tedesco dal titolo Immer am Sonntag.
La canzone fu adattata in ceco con il titolo Závidím' da Jiří Grossmann' e nel 1999 in spagnolo con il titolo La casa donde yo crecí dalle Seducidas y Abandonadas.
Una delle versioni più note è quella francese di Françoise Hardy, che, dopo averla sentita a Sanremo nel 1966 la interpretò nello stesso anno col titolo La maison où j'ai grandi e il testo adattato dal noto paroliere Eddy Marnay, diventando un successo. Fu inclusa anche nell'album omonimo, pubblicato ad ottobre, che contiene altre cover in francese di brani italiani (come Se telefonando e Ci sono cose più grandi).
Cesária Évora ha pubblicato la versione in creolo capoverdiano dal titolo Quel casinha, cantata insieme con lo stesso Celentano,  nel suo album Cesária Évora – & ... del 2004.